# Colobothea juncea
Colobothea juncea là một loài bọ cánh cứng trong họ Cerambycidae.